# Лобойково
Лобойково — село в Даниловском районе Волгоградской области. Административный центр Лобойковского сельского поселения.
Население — 825 (2010).

## История
Основан как владельческий посёлок на землях, принадлежавших с 1747 года войсковому атаману Даниле Ефремову. Первоначально была основана слобода Даниловка, а позднее, возможно за счет переселения её жителей на новые земли, поселок Лобойков, жителями которого были крепостные из малороссиян. По преданию название посёлок получил по фамилии первого жителя. Посёлок Лобойков относился к Усть-Медведицкому округу Земли Войска Донского (с 1870 — Область Войска Донского). В 1859 году в посёлке проживало 444 души мужского и 425 женского пола. После отмены крепостного права включён в состав Даниловской волости. Большая часть населения посёлка была неграмотной. Согласно переписи населения 1897 года в посёлке проживало 955 мужчин и 962 женщины, из них грамотных: мужчин — 336, женщин — 61.
К началу XX века посёлок стал достаточно крупным населённым пунктом. Согласно алфавитному списку населённых мест Области Войска Донского 1915 года в посёлке Лобойковском имелось сельское правление, церковь, начальное училище, паровая мельница, земельный надел составлял 1018 десятин, проживало 1383 мужчины и 1358 женщины.
Лобойково сильно пострадало в годы Гражданской войны. В 1918—1919 годах красные и белые дважды поочередно занимали и оставляли Лобойково. В 1919 году у села шли тяжелые бои.
С 1928 года — в составе Даниловского района Камышинского округа (упразднён в 1930 году) Нижне-Волжского края (с 1934 года — Сталинградского края, с 1936 года — Сталинградской области, с 1961 года — Волгоградской области).
В 1929 году организован колхоз «Коминтерн». В 1935 году колхоз «Коминтерн» был реорганизован в два самостоятельных хозяйства: на левом берегу — колхоз имени С. М. Кирова, на правом — «Память Ленина». Была создана Лобойковская МТС.
В годы Великой Отечественной войны из села были призваны сотни мужчин. 182 уроженца поселка Лобойково не вернулись с фронта.
В 1957 году построено новое здание Лобойковской ремонтно-технической станции (РТС), в 1958 году — здание Дома культуры, в 1959 году проведено объединение 4-х колхозов в один «Память Ленина». В 1960 году началась электрификация села. В 1961 году Лобойковская РТС реорганизована в отделение «Сельхозтехника». В 1965 году строится водопровод, баня. В 1969 году — введено в строй новое здание средней школы. Велось массовое жилищное строительство.
В 1963 году Лобойковский сельсовет передан в состав Котовского района, в 1964 году передан в состав Руднянского района В 1966 году передан передана в состав Даниловского района.
В 1990—1994 годах — началось строительство газопровода среднего давления от Даниловки до Лобойково (однако газификация завершилась в 2010 году). В 1990-х колхоз «Память Ленина» пережил несколько реорганизаций, окончательно прекратил свое существование в 2005 году. Пришедшая ему на смену Агрофирма ООО «Агро-Даниловка» была объявлена банкротом в 2009 году.

## Общая физико-географическая характеристика
Село находится в степной местности, в пределах возвышенности Медведицкие яры, на реке Чёрной (правый приток реки Медведицы). Высота центра населённого пункта около 100 метров над уровнем моря. Почвы — чернозёмы южные.
Через село проходит автодорога Даниловка — Грязнуха. Просёлочной автодорогой село связано с рабочим посёлком Рудня (51 км). По автомобильным дорогам расстояние до районного центра рабочего посёлка Даниловка — 16 км, до областного центра города Волгоград — 250 км. В 7 км ниже по реке Чёрной расположен ближайший населённый пункт хутор Каменночерновский.
Климат
Климат умеренный континентальный (согласно классификации климатов Кёппена — Dfa). Многолетняя норма осадков — 423 мм. Наибольшее количество осадков выпадает в июне — 50 мм, наименьшее в марте — 22 мм. Среднегодовая температура положительная и составляет + 6,6 °С, средняя температура самого холодного месяца января −9,5 °С, самого жаркого месяца июля +22,1 °С.
Часовой пояс
Лобойково, как и вся Волгоградская область, находится в часовой зоне МСК (московское время). Смещение применяемого времени относительно UTC составляет +3:00.

## Население
Динамика численности населения по годам:
| 1859 | 1873 | 1897 | 1915 | 1987  | 2002 | 2010 |
| ---- | ---- | ---- | ---- | ----- | ---- | ---- |
| 869  | 1363 | 1917 | 2741 | ≈1100 | 963  | 825  |